# Santa Inés Ahuatempan
Santa Inés Ahuatempan är en ort i Mexiko.   Den ligger i kommunen Santa Inés Ahuatempan och delstaten Puebla, i den sydöstra delen av landet, 160 km sydost om huvudstaden Mexico City. Santa Inés Ahuatempan ligger 1 821 meter över havet och antalet invånare är 4 246.
Terrängen runt Santa Inés Ahuatempan är kuperad åt sydväst, men åt nordost är den platt. Runt Santa Inés Ahuatempan är det ganska tätbefolkat, med 86 invånare per kvadratkilometer. Santa Inés Ahuatempan är det största samhället i trakten. I omgivningarna runt Santa Inés Ahuatempan växer huvudsakligen savannskog.